# Aphanius baeticus
Aphanius baeticus là một loài cá thuộc họ Cyprinodontidae. Nó là loài đặc hữu của Tây Ban Nha. Các môi trường sống tự nhiên của chúng là sông, estuarine waters, and coastal saline lagoons. Nó bị đe dọa do mất môi trường sống.

## Hình ảnh

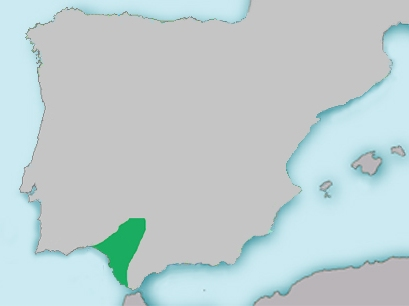